# 前529年
| 千纪： | 前1千纪 |
| 世纪： | 前7世纪 \| 前6世纪 \| 前5世纪 |
| 年代： | 前550年代 \| 前540年代 \| 前530年代 \| 前520年代 \| 前510年代 \| 前500年代 \| 前490年代                                                                                              |
| 年份： | 前534年 \| 前533年 \| 前532年 \| 前531年 \| 前530年 \| 前529年 \| 前528年 \| 前527年 \| 前526年 \| 前525年 \| 前524年                                                                |
| 纪年： | 周景王十六年 魯昭公十三年 齐景公十九年 晋昭公三年 秦哀公八年 宋元公三年 楚灵王十二年 卫灵公六年 陈惠公五年 蔡平侯二年 曹武公二十六年 郑定公元年 燕悼公七年 吴王馀眛十五年 杞平公七年 |

## 大事記
- 楚国灭房子国。
- 晋国召集平丘之会。
- 楚公子比自晉歸于楚，弑其君虔于乾谿。楚公子棄疾殺公子比。
- 6月26日，公子棄疾即位。

## 逝世
- 楚靈王，楚共王的次子，殺了楚王熊員自立。
- 訾敖，楚共王的第三子，楚康王、楚靈王的弟弟，也被稱為公子比、右尹子干。